# Будка (остановочный пункт)
Бу́дка — остановочный пункт Свердловской железной дороги. Находится на 1790 километре главного хода Транссиба, на северо-западной окраине деревни Старые Решёты, в муниципальном округе Первоуральск Свердловской области России.
Остановка расположена под мостом на старом Московском тракте. До постройки моста через Транссибирскую магистраль поезда останавливались прямо на переезде.